# J Alvarez
Javid David Álvarez Fernández, conhecido como J Alvarez (Río Piedras, 13 de dezembro de 1983) é um cantor porto-riquenho de Reggaeton.

## Biografia
Filho de pais dominicanos, sua musica foi inspirada pelo hip-hop inglês de alguns grupos como A Tribe Called Quest, Q-Tip, Busta Rhymes, entre outros. Sua primeira atuação em público foi aos 12 anos na escola Luis Muñoz Marin para vários estudantes e professores.  Seu primeiro tema foi Lo Que Ella Trae. 

## Carreira
Em 2008, seu trabalho passou a chamar atenção de vários grandes expoentes do Reggaeton, tais como: Daddy Yankee, Arcangel, Cosculluela e DJ Nelson (Que lhe deu a oportunidade de trabalhar em seu estúdio), sendo assim, em 2009, J Alvarez assinou contrato junto à companhia discográfica Flow Music.
Em Agosto de 2011, lançou seu primeiro álbum discográfico intitulado "Otro Nivel de Musica", que contou com 20 temas, incluído alguns dos seus maiores êxitos como “La Pregunta” e “Junto Al Amanecer”. 
No ano seguinte, lançou o que viria a ser seu segundo álbum, e também, o que alcançou mais sucesso. Otro Nivel de Musica: Reloaded, foi nomeado na categoria Melhor Álbum Urbano do Grammy Latino de 2012. Seu tema La Pregunta ocupou a primeira posição em várias rádios nos Estados Unidos e em Porto Rico e também esteve no top 20 da lista Latin Rhythm da Revista Billboard.
Também em 2012 fundou sua própria companhia musical chamada “On Top Of The World Music” . 

## On Top Of The World Music

### Membros
- J Alvarez (Cantor e Fundador)

- Gaona (Cantor)

- Persa La Voz (Cantor)

- Benyo "El Multifazetico" (Cantor e Produtor)

- Carlitos Rossy (Cantor)

- Montana The Producer (Produtor)

- Fran Fusion (Produtor)

- Eliot El Mago De Oz (Produtor)

## Discografia

### Mixtapes
- 2009: El Dueño Del Sistema
- 2010: El Movimiento
- 2012: Imperio Nazza: J Alvarez Edition
- 2014: Lo Que No Puede Faltar En Tu Colección
- 2015: Le Canta Al Amor
- 2015: La Fama Que Camina RD
- 2015: Global Service con Carlitos Rossy & Pancho & Castel
- 2015: La Fama Que Camina (Solo Por J Alvarez App)
- 2016: J Alvarez Desde Puerto Rico Live
- TBA: Global Service - Priority Access

### Álbuns
- 2009: El Dueño Del Sistema
- 2011: Otro Nivel De Musica
- 2012: Otro Nivel De Musica: Reloaded
- 2014: De Camino Pa' La Cima
- 2014: De Camino Pa' La Cima: Reloaded
- 2016: Big Yauran
- 2018: La Fama Que Camina
- 2019 : La Fama Que Camina vol 1.5

## Singles
- Junto Al Amanecer
- La Pregunta
- Todo De Ti Feat. Manu TJ
- Ponte Pa Mi
- Que Raro \ Cada vez
- Welcome To The Party
- Vamos a Quitarnos La Ropa
- Sexo, Sudor y Calor Feat. Ñejo y Dalmata
- Déjalo Todo Atrás
- La Desordena
- Por Encima De Ti
- Bailarina
- Siempre Anda En La De Ella
- Te Deseo
- Regalame Una Noche Con Arcangel
- Actúa
- Te Deseo (Remix) Feat Jenny La Sexy Voz
- Se Acabó El Amor
- Actúa (Remix) Feat. De La Ghetto e Zion
- Esto Es Reggaeton Feat. Farruko
- Te Cambiamos El Juego
- De Camino Pa La Cima
- Amor En Practica
- Dándote Calor
- Tu Cuerpo Pide Fiestas
- Nada Es Eterno
- El Business
- La Temperatura
- El Duelo
- Me Diste Color
- Yo Soy Feat. Gaona, Benyo, Persa

## Colaborações
- Boom Boom (Remix) Feat. Magnate y Valentino, Nova y Jory
- Cuando Te Enamores (Remix) Feat. Rakim y Ken-Y
- El Amante Feat. Daddy Yankee
- No Llores Mas (Remix) Feat. Valentino, Nicky Jam e Ñejo
- Si Tu No Estas Feat. D.Ozi
- Una Cita (Remix) Feat. Alkilados, Nicky Jam e El Roockie

## Ligações Externas
- «Site oficial»